# Alte Straße 11 (Solingen)

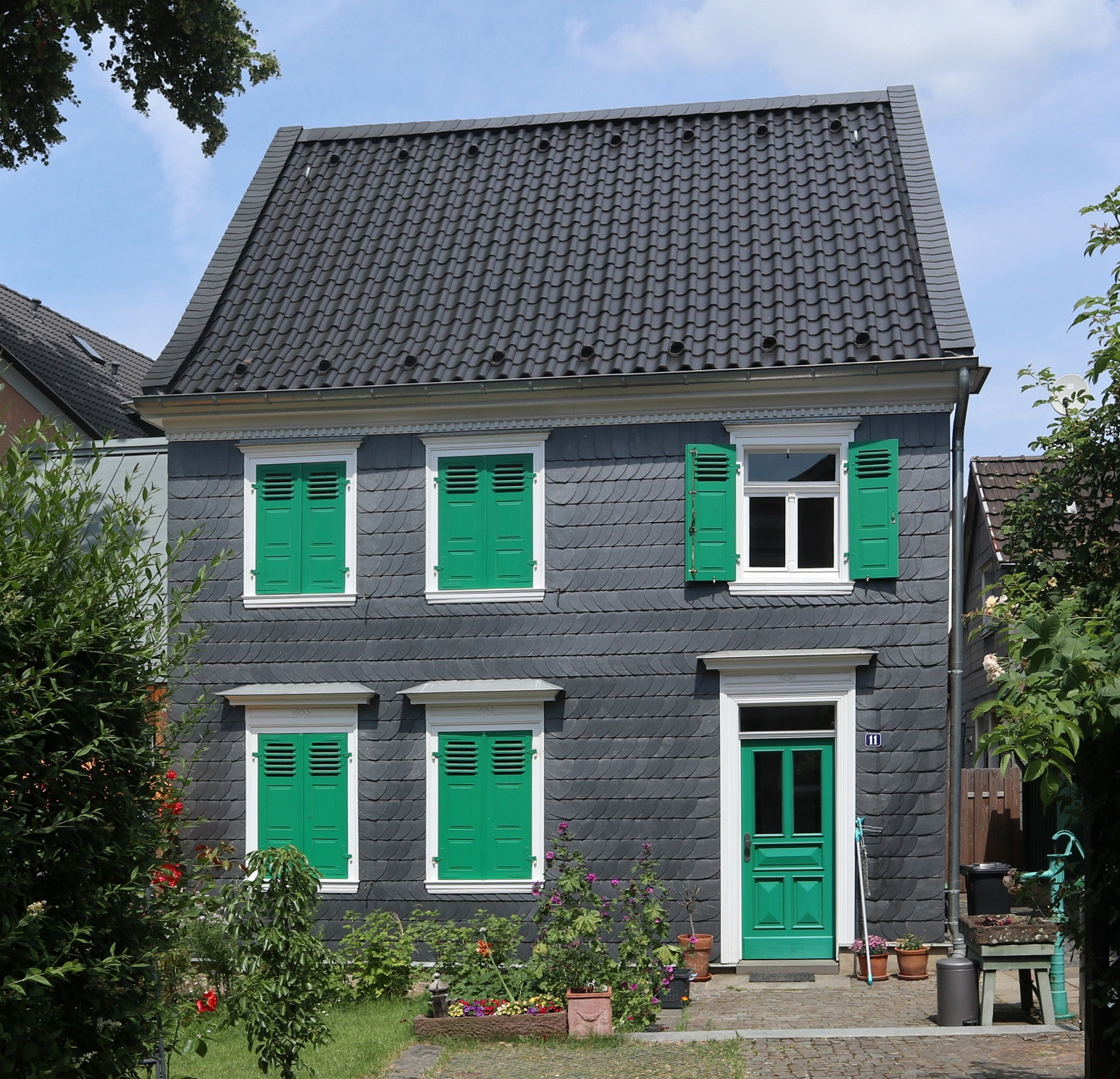
Alte Straße 11

Das Gebäude Alte Straße 11 ist ein historisches Fachwerkhaus mit Schieferverkleidung in der bergischen Großstadt Solingen. Es wurde um das Jahr 1800 erbaut und gilt als eines der wenigen in seiner Substanz erhaltenen Fachwerkhäuser des alten Ortskerns von Solingen-Wald.

## Geschichte

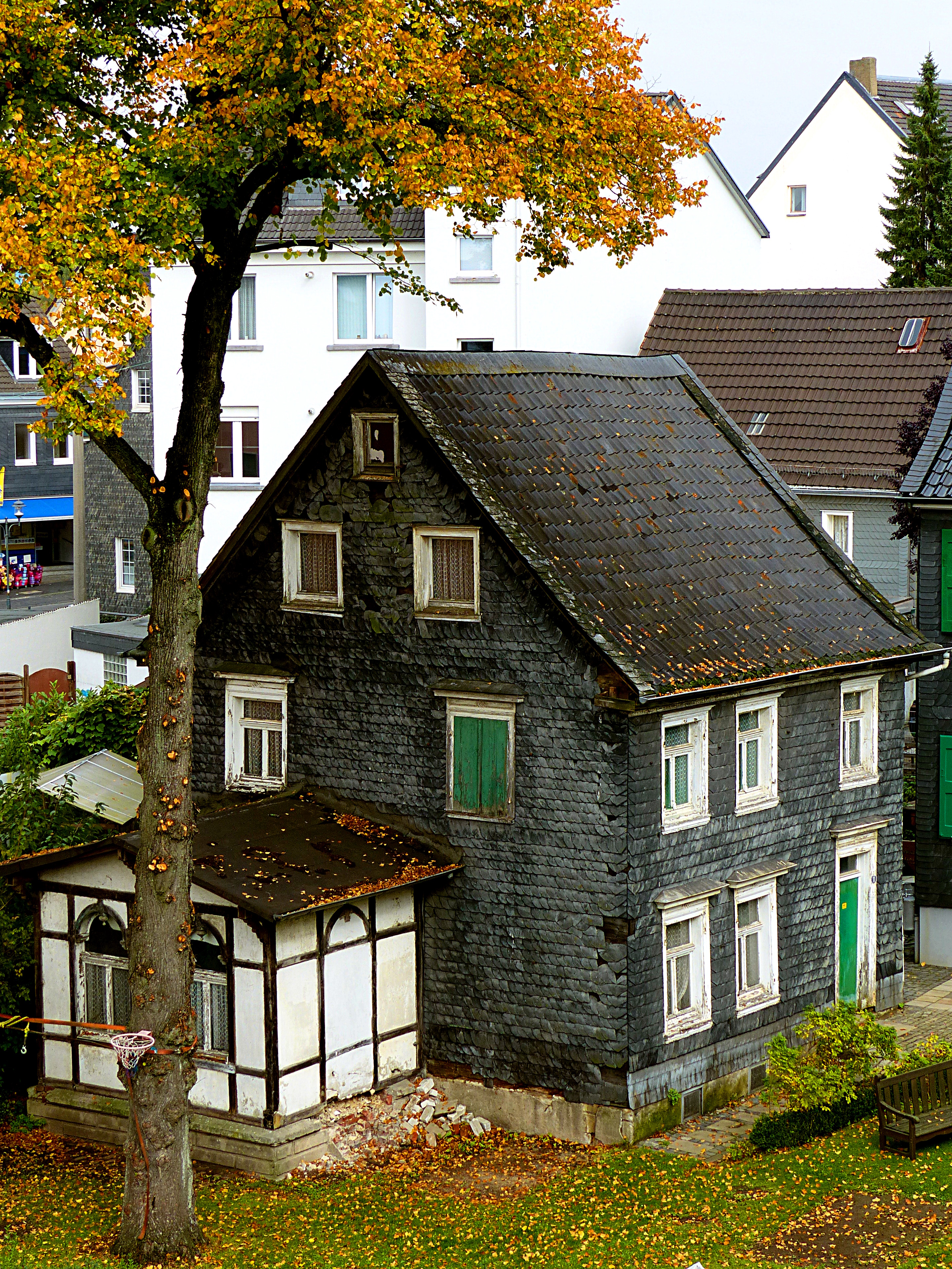
Zustand vor der Sanierung mit der Veranda (2015)

Das Gebäude befindet sich südöstlich der Walder Kirche im historischen Ortskern von Wald, der auch als Denkmalbereich ausgewiesen ist. Es entstand um das Jahr 1800, als sich das Dorf Wald in Richtung des Halfenweihers ausdehnte. Es markiert den Übergang von der ländlich geprägten Fachwerkbauweise zu einer städtischen Bauweise, die im 19. Jahrhundert allmählich dominierte. Das Haus war nach seiner Erbauung zunächst noch ohne eine schützende Schieferverkleidung ausgestattet, sie wurde erst später angebracht. Im Jahre 1871 entstand neben dem Gebäude das deutlich größere Nebengebäude Alte Straße 13. Beide bilden seither einen L-förmiges Bauensemble um einen kleinen Hof. Das Gebäude Alte Straße 13 diente zunächst als Fabrikationsgebäude eines kleinen Zuliefererbetriebs der Schirmfurniturenindustrie, die in Wald Mitte des 19. Jahrhunderts entstanden war. Auch das Haus Alte Straße 11 diente ursprünglich neben dem Wohnen auch dem Arbeiten.
Im Jahre 1894 wurde an das Haus nach Westen eine kleine fachwerksichtige Veranda im Landhausstil angebaut. Die Traufseite und der Westgiebel des Hauses wurden vermutlich vor 1900 verschiefert. Beide Gebäude gerieten in die Hände neuer Eigentümer. Im Jahre 1930 war der Abriss des Ensembles geplant, für den jedoch keine Genehmigung erteilt wurde. Am 27. Dezember 1984 wurde das Haus als Baudenkmal unter der laufenden Nummer 460 in die Solinger Denkmalliste eingetragen.
Bereits in den 1980er bestand bei dem Gebäude Alte Straße 11 ein großer Sanierungsstau, der dazu führte, dass das bis dahin vermietete Gebäude ab 1987 leerstand. Eine neue Generation der Eigentümerfamilie begann schließlich 2015 mit der Sanierung des Gebäudes, die zwei Jahre in Anspruch nahm. Aufgrund des langen Leerstands und Mangeln in der Statik des Gebäudes waren viele Gebäudeteile nicht mehr zu retten und mussten ersetzt werden. So auch die historische Veranda, die aufgrund von Schädlingsbefall nicht zu erhalten war. An ihrer Stelle entstand ein moderner, hölzerner Wohnzimmeranbau.
Für die Bemühungen um den Erhalt des Gebäudes erhielten die Eigentümer den Denkmalschutzpreis 2017 des Bergischen Geschichtsvereins, Abteilung Solingen e. V. verliehen.

## Architektur
Das zweigeschossige Fachwerkhaus verfügt über eine annähernd quadratische Grundfläche mit 3:2 Fensterachsen. Es steht auf einem flachen Putzsockel und wird durch ein hohes Satteldach gedeckt. Die Eingangstür befindet sich an der Traufseite des Hauses. Nach Westen befindet sich an der Stelle der 1894 errichteten Veranda heute ein moderner Wohnzimmeranbau. Die weiß gefärbten Fenster verfügen über grüne Fensterläden. Die hölzerne Haustür in grüner Farbe wurde im Rahmen der Sanierung erneuert. Die verwendeten Farben schwarz-weiß-grün sind typisch für den Bergischen Dreiklang. 
Das Haus verfügt über nur wenig Bauschmuck. Im Erdgeschoss verfügen Fenster und Türen über Stürze mit kleinen Verdachungen, das kleine Traufgesims weist zudem einen Zahnfries auf.